# Aloe compressa
Aloe compressa är en grästrädsväxtart som beskrevs av Joseph Marie Henry Alfred Perrier de la Bâthie. Aloe compressa ingår i släktet Aloe och familjen grästrädsväxter.
Artens utbredningsområde är Madagaskar.

## Underarter
Arten delas in i följande underarter:
- A. c. compressa
- A. c. paucituberculata
- A. c. schistophila

## Bildgalleri

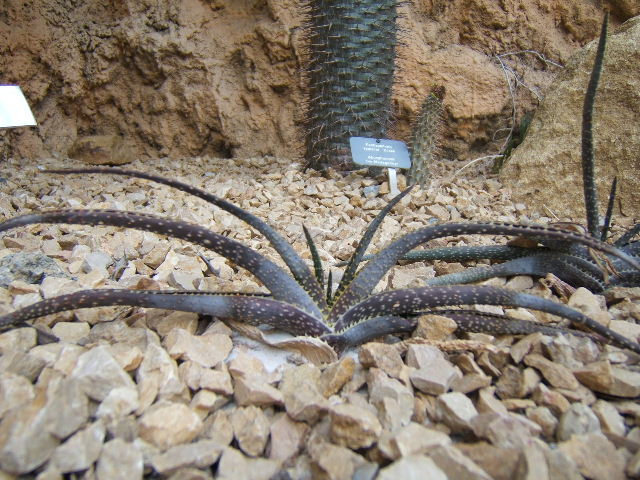